# 우상혁
우상혁(禹相赫, 1996년 4월 23일~)은 대한민국의 육상 선수로, 종목은 높이뛰기이다. 2020년 도쿄 올림픽에서 2.35m를 기록, 이진택이 기록한 2.34m를 경신하며 대한민국 신기록을 세웠다. 이후 2022년 세계 실내 선수권 대회(3월)에서 금메달을 획득하며 대한민국 선수로는 최초로 세계 실내 육상 선수권 대회 금메달을 획득했다. 2022년 7월 열린 2022년 세계 육상 선수권 대회에서 은메달을 기록하였다. 대한민국 선수로는 세계 육상 선수권 대회에서 자력으로 획득한 최초의 은메달이다.

## 유년기
어린 시절부터 달리기를 좋아했고 이를 안 부모님은 2006년 그를 육상부가 있는 대전중리초등학교에 전학시켰다. 하지만 교통사고 후유증으로 왼발과 오른발의 길이가 약 10mm 차이가 났고, 이를 안 윤종형 코치는 높이뛰기 종목으로 바꾸자고 권유했다. 이후 윤 코치의 지도 아래 높이뛰기 종목을 준비하였고 2007년 전국시도대항 육상경기대회에 참가하여 높이뛰기 초등학생부에 참가하여 1.45m를 기록, 금메달을 획득하였다. 이후 대전송촌중학교에 진학한 그는 2009년 제11회 전국 꿈나무 선수선발 육상경기대회에 참가하여 1.75m를 기록하며 금메달을 획득하였고, 2010년에는 전국 시‧도 대항 육상경기에 참가하여 1.89m를 기록하며 금메달을 획득하였다. 2012년 충남고등학교에 진학 후 대구광역시에서 열리는 2012년 전국체육대회에 참가하여 2.13m를 기록하였으나 2.16m를 기록한 윤승현에 밀려 우승에 실패하였다. 어린 시절 교통사고로 인하여 양발의 길이가 달랐으나, 이를 극복하기 위해 균형감 유지 훈련을 하였다.

## 선수 경력

### 도쿄 올림픽 이전 경력
2013년 충남고등학교 소속으로 우크라이나 도네츠크에서 열린 2013년 세계 유스 육상 선수권 대회에 참가하였다. 이 대회에서 2.20m를 기록하며 중국의 바이자쉬와 자메이카의 크리스토프 브라이언을 누르고 국제 대회 첫 우승을 차지했다. 이를 바탕으로 대한육상연맹은 2013년 육상 MVP로 선정하였다.
2014년 미국 오리건주 유진에서 열린 2014년 세계 주니어 육상 선수권 대회에 참가하여 2.24m를 기록하였다. 우상혁과 러시아의 미하일 아키멘코와 벨라루스의 즈미트리 나보카우 총 3명의 선수가 2.24m를 기록하였지만 성공 시기에 밀려 아키멘코와 나보카우의 뒤를 이어 동메달을 획득하였다. 이후 인천광역시에서 열리는 2014년 아시안 게임 육상 대표팀으로 발탁되었다. 하지만 전 기록인 2.24m보다 아래인 2.20m를 기록하여 10위로 대회를 마감하였다. 2015년 6월 중화인민공화국 우한에서 열린 아시아 선수권 대회에서는 2.10m를 기록하여 10위를 하였고, 7월에 광주광역시에서 열린 유니버시아드에서는 2.24m를 기록하여 5위에 올랐다.
2016년 대회 준비를 위해 2015년 12월 9일부터 2월 12일까지 진천국가대표선수촌에서 별도의 훈련을 가졌으며, 2월 말에는 카타르 도하에서 열린 아시아 실내 육상 선수권 대회에 참가하였다. 그는 이 대회에서 2.10m를 기록하고 10위로 대회를 마감했다. 같은 해에 브라질 리우데자네이루에서 열리는 2016년 하계 올림픽 국가대표로 발탁되었고, 올림픽에 참가하기 위해서는 2.29m를 넘겨야 하는데 당시 개인 최고기록은 2,25m였다. 하지만 올림픽 전 마지막 대회인 오사카 국제 육상 대회에 참가하여 2.29m를 기록하며 개인 기록을 경신하였고 자력으로 올림픽 출전권을 획득하였다. 2016년 하계 올림픽 육상 높이뛰기에 참가한 그는 2.26m를 기록하며 22위를 기록하였고 결선 진출에는 실패하였다. 이후 충청남도에서 열린 2016년 전국체육대회에도 참가하였는데, 개막식에서 선수대표로 선서를 했다.
2017년 6월 4일 김천종합운동장에서 열리는 전국육상경기선수권대회에 참가하여 2.30m을 기록하며 우승하였고 자력으로 세계 육상 선수권 대회 출전 자격을 획득하였다. 이후 참가한 인도 부바네스와르에서 열린 아시아 선수권 대회에서 2.30m를 넘으며 중화인민공화국의 장궈웨이와 시리아의 마지드 에딘 가잘을 누르고 금메달을 획득하였다. 이는 국제 성인 대회에 참가한 이후 첫 우승이다. 하지만 런던에서 열린 2017년 세계 육상 선수권 대회에서는 2.22m를 기록하며 예선 25위루 결선 진출에 실패하였다. 이후에 중화민국 타이베이에서 열린 2017년 하계 유니버시아드에 참가하여 2.20m의 기록으로 8위를 하였다. 
2018년에는 인도네시아 자카르타에서 열린 2018년 아시안 게임에 참가하여 2.28m의 기록으로 중화인민공화국의 왕위의 뒤를 이어 2위를 차지하며 자신의 첫 아시안 게임 메달인 은메달을 획득했다. 2019년에는 카타르 도하에서 열린 2019년 아시아 육상 선수권 대회에서 2.19m의 기록으로 7위를 기록했다.

### 도쿄 올림픽과 그 이후 경력

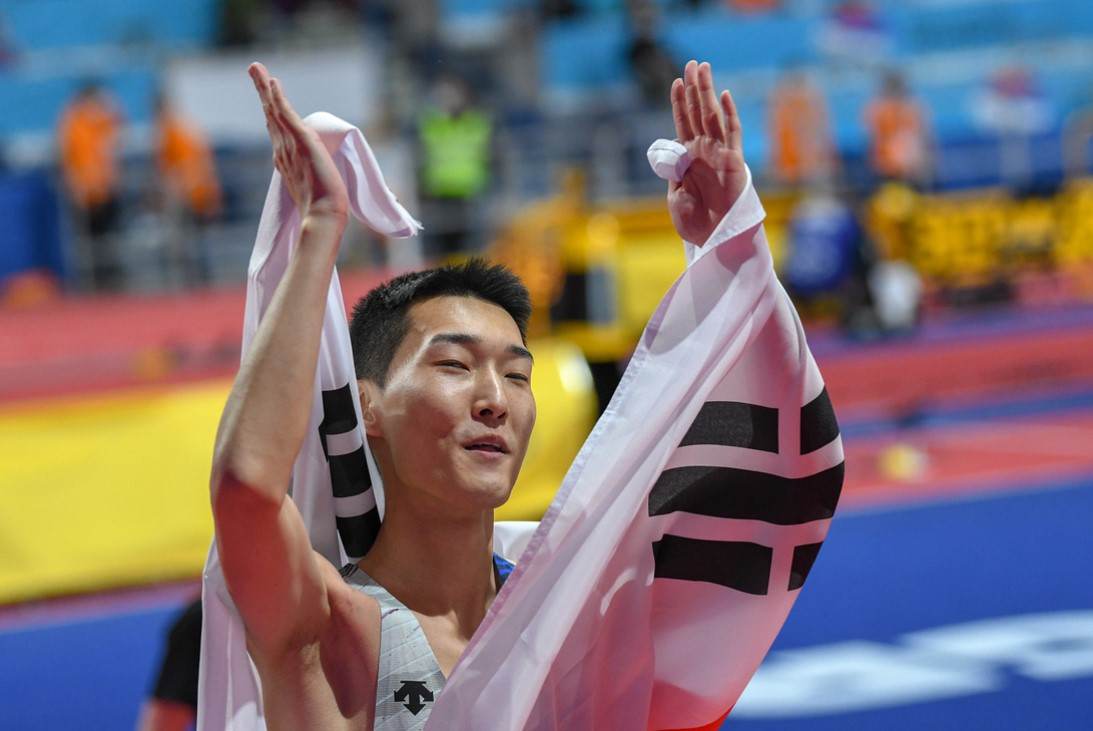
2022년 세계 선수권 대회 당시의 우상혁

2021년 국군체육부대에 입대하며 군 복무에 들어간 그는 2021년 7월 1일 강원도 정선군에서 열린 전국육상경기선수권대회에 출전해 2.31m를 기록하며 개인 신기록을 넘었고, 2020년 하계 올림픽 출전 자격을 획득하였다. 7월 30일 높이뛰기 예선전에 참가하여 2.28m를 기록하며 결선에 진출하였는데 이는 대한민국 선수로서 25년만의 결선 진출이다. 이틀 후 열린 높이뛰기 결선에서 2.33m를 첫 도전에서는 실패하였지만 두번째 도전에 성공하여 개인 신기록을 달성하였고 이후 2.35m를 첫 시도에 성공하며 대한민국 신기록을 달성하였다. 이는 1996년 이진택이 기록한 2.34m 이후 25년만이다. 이후 2.37m에 도전하였지만 실패하였고, 2.37m를 패스하며 2.39m에 도전하였으나 두번 연속 실패하며 카타르의 무타즈 이사 바르심과 이탈리아의 잔마르코 탐베리, 벨라루스의 막심 네다세카우의 뒤를 이어 종합 4위를 기록하며 대회를 마무리하였다. 그가 기록한 4위는 대한민국 선수로서 육상 필드 종목 최고의 성적이다.
2022년 3월 세르비아 베오그라드에서 열린 2022년 세계 실내 선수권 대회에 참가하였으며, 2.34m를 기록하여 스위스의 로이크 가슈, 이탈리아의 탐베리, 뉴질랜드의 해미시 커를 누르고 1위를 차지하며 대한민국 선수 최초의 세계 실내 육상 선수권 대회 메달이자 금메달을 획득했다. 같은 해 5월에는 대한민국 선수로는 최초로 다이아몬드 리그에 참가권을 획득했다. 카타르 도하에서 열린 2022년 다이아몬드 리그 1차 대회에서 2.33m의 기록으로 2020년 올림픽 입상자인 바르심과 탐베리를 제치고 우승을 달성했다. 이후 7월에는 미국 오리건주 유진에서 열린 2022년 세계 선수권 대회에 참가하였다. 그는 예선에서 2.28m를 기록하여 캐나다의 장고 로빗과 함께 공동 1위로 결승 진출했고, 결승에서 2.35m를 기록하여 카타르의 바르심의 뒤를 이어 은메달을 획득했다. 이는 세계 육상 선수권 대회에서 대한민국 선수가 자력으로 획득한 최초의 은메달이며, 역대 최고 성적이다. 같은 해 8월에는 스위스 로잔에서 열린 아틀레티시마 대회에서 2.15m의 기록으로 8위를 하면서 취리히에서 열리는 2023년 다이아몬드 리그 파이널 진출에 실패했다. 2022년 9월에 군 복무를 마치고 상무에서 제대, 서천군청으로 복귀해 2022년 전국체전에 참가했다.
2023년 1월 1일에 용인시청으로 이적했다.
2023년 2월 카자흐스탄 아스타나에서 열린 2023년 아시아 실내 선수권 대회에 참가했고 2.24m의 기록으로 일본의 아카마쓰 료이치의 뒤를 이어 은메달을 획득했다. 5월에는 일본 요코하마에서 열린 세이코 골든 그랑프리에서 2.29m를 기록하면서 오스트레일리아의 조엘 베이든과 일본의 하세가와 나오토를 누르고 우승을 차지했으며 6월에 이탈리아 피렌체에서 열린 피에트로 멘네아 골든 갈라 대회에서 2.30m의 기록으로 미국의 주본 해리슨의 뒤를 이어 은메달을 획득했다. 같은 해 7월에는 태국 방콕에서 열린 2023년 아시아 선수권 대회에 참가하여 2.28m의 기록으로 인도의 사르베슈 쿠샤레와 태국의 따완 깨오담을 제치면서 2017년 대회에서 우승한지 6년 만에 다시 아시아 선수권 대회 금메달을 획득했다.
이후 2023년 8월 헝가리 부다페스트에서 열린 2023년 세계 선수권 대회에 출전했고 예선에서 2.28m의 기록으로 미국의 해리슨과 일본의 아카마쓰, 카타르의 바르심의 뒤를 이어 4위의 성적으로 결승에 진출했다. 결승에서는 3차 시도에 2.29m 도약을 성공했으나 4차 시도에서 2.33m, 5차 시도에서 2.36m를 실패하면서 6위로 대회를 마쳤다. 세계 선수권 대회 직후인 8월 말 취리히에서 열린 2023년 다이아몬드 리그 11차 대회를 겸한 벨트클라세 대회에 참가하여 2.31m의 기록으로 바르심과 커의 뒤를 이어 3위에 올랐다. 같은 해 9월에는 미국 오리건주 유진에서 열린 2023년 다이아몬드 리그 파이널에 참가하여 3차 시기에 2.35m를 성공하면서 폴란드의 노르베르트 코비엘스키와 미국의 해리슨를 누르고 우승을 차지했다. 이로서 우상혁은 대한민국 육상 선수로는 최초로 다이나몬드 리그 파이널에 진출하여 우승을 차지한 선수가 되었다. 10월에는 중국 항저우에서 열린 2022년 아시안 게임에 참가하였으며 2.33m의 기록으로 카타르의 바르심의 뒤를 이어 지난 자카르타 대회에 이어 다시 은메달을 획득했다. 이듬해인 2024년 2월에는 체코와 슬로바키아에서 열린 3번의 국제 대회에 참가하여 입상했다. 당시 우상혁은 체코 후스토페체에서 열린 후스토페체 실내 점프 대회에서 2.33m의 기록으로 미국의 셸비 매큐언의 뒤를 이어 은메달을 획득했으며 슬로바키아 반스카비스트리차에서 열린 반스코비스트리츠카 라트카 대회에서 2.32m의 기록으로 독일의 토비아스 포티에와 우크라이나의 올레흐 도로슈크를 꺾고 우승했다. 3일 후에는 체코 네흐비즈디에서 열린 흐베즈디 프 네흐비즈데흐 대회에서 2.30m의 기록으로 멕시코의 에드가르 리베라와 에리크 포르티요를 누르고 우승했다. 이 대회 이후 우상혁의 세계 랭킹은 4위에 올랐다.
2024년 3월에는 영국 글래스고에서 열린 2024년 세계 실내 선수권 대회에 참가했으며 2.28m의 기록으로 뉴질랜드의 커와 미국의 매큐언의 뒤를 이어 동메달을 획득했다.
2024년 하계 올림픽에서는 기대보다 낮은 7위를 기록하였다.
2025년 중국 난징에서 열린 2025년 세계 실내 선수권 대회에 참가해 2.31m의 기록으로 금메달을 획득하였다.
2025년 대한민국 경상북도 구미시에서 열린 2025년 아시아 선수권 대회에 참가해 2.29m의 기록으로 아시아 대회 2연패를 하였다.

## 국제 대회 기록
| 연도   | 대회                    | 장소                  | 순위 | 기록  |
| ------ | ----------------------- | --------------------- | ---- | ----- |
| 2013년 | 세계 유스 선수권 대회   | 우크라이나 도네츠크   | 1위  | 2.20m |
| 2014년 | 세계 주니어 선수권 대회 | 미국 유진             | 3위  | 2.24m |
| 2014년 | 아시안 게임             | 대한민국 인천         | 10위 | 2.20m |
| 2015년 | 아시아 선수권 대회      | 중화인민공화국 우한   | 10위 | 2.10m |
| 2015년 | 유니버시아드            | 대한민국 광주         | 5위  | 2.24m |
| 2016년 | 아시아 실내 선수권 대회 | 카타르 도하           | 12위 | 2.10m |
| 2016년 | 올림픽                  | 브라질 리우데자네이루 | 22위 | 2.26m |
| 2017년 | 아시아 선수권 대회      | 인도 부바네스와르     | 1위  | 2.30m |
| 2017년 | 세계 선수권 대회        | 영국 런던             | 25위 | 2.22m |
| 2017년 | 유니버시아드            | 중화민국 타이베이     | 8위  | 2.20m |
| 2018년 | 아시안 게임             | 인도네시아 자카르타   | 2위  | 2.28m |
| 2019년 | 아시아 선수권 대회      | 카타르 도하           | 7위  | 2.19m |
| 2021년 | 올림픽                  | 일본 도쿄             | 4위  | 2.35m |
| 2022년 | 세계 실내 선수권 대회   | 세르비아 베오그라드   | 1위  | 2.34m |
| 2022년 | 세계 선수권 대회        | 미국 유진             | 2위  | 2.35m |
| 2023년 | 아시아 실내 선수권 대회 | 카자흐스탄 아스타나   | 2위  | 2.24m |
| 2023년 | 세계 선수권 대회        | 헝가리 부다페스트     | 6위  | 2.29m |
| 2023년 | 아시안 게임             | 중화인민공화국 항저우 | 2위  | 2.33m |
| 2024년 | 세계 실내 선수권 대회   | 영국 글래스고         | 3위  | 2.28m |
| 2024년 | 올림픽                  | 프랑스 파리           | 7위  | 2.29m |
| 2025년 | 세계 실내 선수권 대회   | 중화인민공화국 난징   | 1위  | 2.31m |
| 2025년 | 아시아 선수권 대회      | 대한민국 구미         | 1위  | 2.29m |

범례
- 국가 최고 기록(국가 신기록)

## 수상
- 대통령 표창(2023년 10월 31일)
- 대한민국 체육상 경기상(2023년 10월 31일)